# Coalition contre la vie chère
La Coalition équité, qualité et lutte contre la vie chère appelée usuellement Coalition contre la vie chère est un mouvement social, populaire de la société civile nigérienne présidé par Nouhou Arzika.
En mars 2005, le gouvernement nigérien de Hama Amadou propose au parlement un texte de loi faisant passer la TVA sur les produits de première nécessité à 19 %. Une trentaine d'associations de la société civile nigérienne se regroupent sous le nom de « coalition contre la vie chère ». On y trouve des syndicats de travailleurs, des associations de défense des consommateurs et des associations de défense des droits de l'Homme.
La coalition réussit à rassembler une grande partie de la population nigérienne derrière ses manifestations et ses opérations ville-morte. À Niamey, la manifestation du 15 mars rassemble entre 100 000 et 150 000 personnes. Les opérations ville-mortes du 22 sont aussi un succès. La coalition appelle à une manifestation générale le 5 avril mais le gouvernement procède à l'arrestation des cinq principaux chefs de la coalition (Morou Amadou, Nouhou Arzika, Kassoum Issa, Moustafa Kadi et Moussa Tchangari) entre le 25 et le 27 mars pour «complot contre la sûreté de l’État et provocation d’attroupements non armés».
Le 19 avril 2005, le gouvernement signe un accord en 10 points avec la coalition qui limite le champ d'application de l'augmentation de la TVA au seul sucre. La farine de blé, le lait, la tranche la plus basse du barème pour l'accès à l'eau et à l'électricité sont exemptés de l'augmentation. En contrepartie, l'État relève la taxe sur les bénéfices des entreprises et la taxe foncière.

## Sources
- Coalition contre la vie chère et l’impunité, sur burkina-faso.senego.com (consulté le 19 juillet 2011)
- La Coalition Contre la Vie Chère appelle à une grève générale, sur fr.allafrica.com (consulté le 19 juillet 2011)
- La Coalition contre la vie chère veut des négociations franches, 7 juillet 2006, Panapress (lien mort)
- Une lutte inédite contre la vie chère, 16 avril 2005, L'Humanité (lien mort)